# Cascada Madakaripura
Cascada Madakaripura (en indonesio: Air Terjun Madakaripura) está ubicada en el pueblo de Sapih, distrito de Lombang, Java Oriental,  en el país asiático de Indonesia, no lejos de la zona del Monte Bromo en el parque nacional Bromo Tengger Semeru. Madakaripura es un área sagrada, incluidas las líneas de las cascadas que alcanzan una altura de 200 metros (660 pies). Esta cascada tiene una historia relacionada con el primer ministro Gajah Mada (1290-ca. 1364), que luchó para unificar todo el territorio de Indonesia bajo el control del Imperio Majapahit. El agua tiene cascadas de selva densa. La atracción principal es su entorno natural que está rodeado por siete cascadas y cuevas.